# Псковская картинная галерея
Псковская картинная галерея — художественный музей города Пскова.
Расположена по адресу: улица Некрасова, 7.
Входит в состав Псковского объединённого музея-заповедника. Открыта ежедневно, кроме понедельника, с 11:00 до 18:00. Санитарный день — последний вторник месяца.

## История

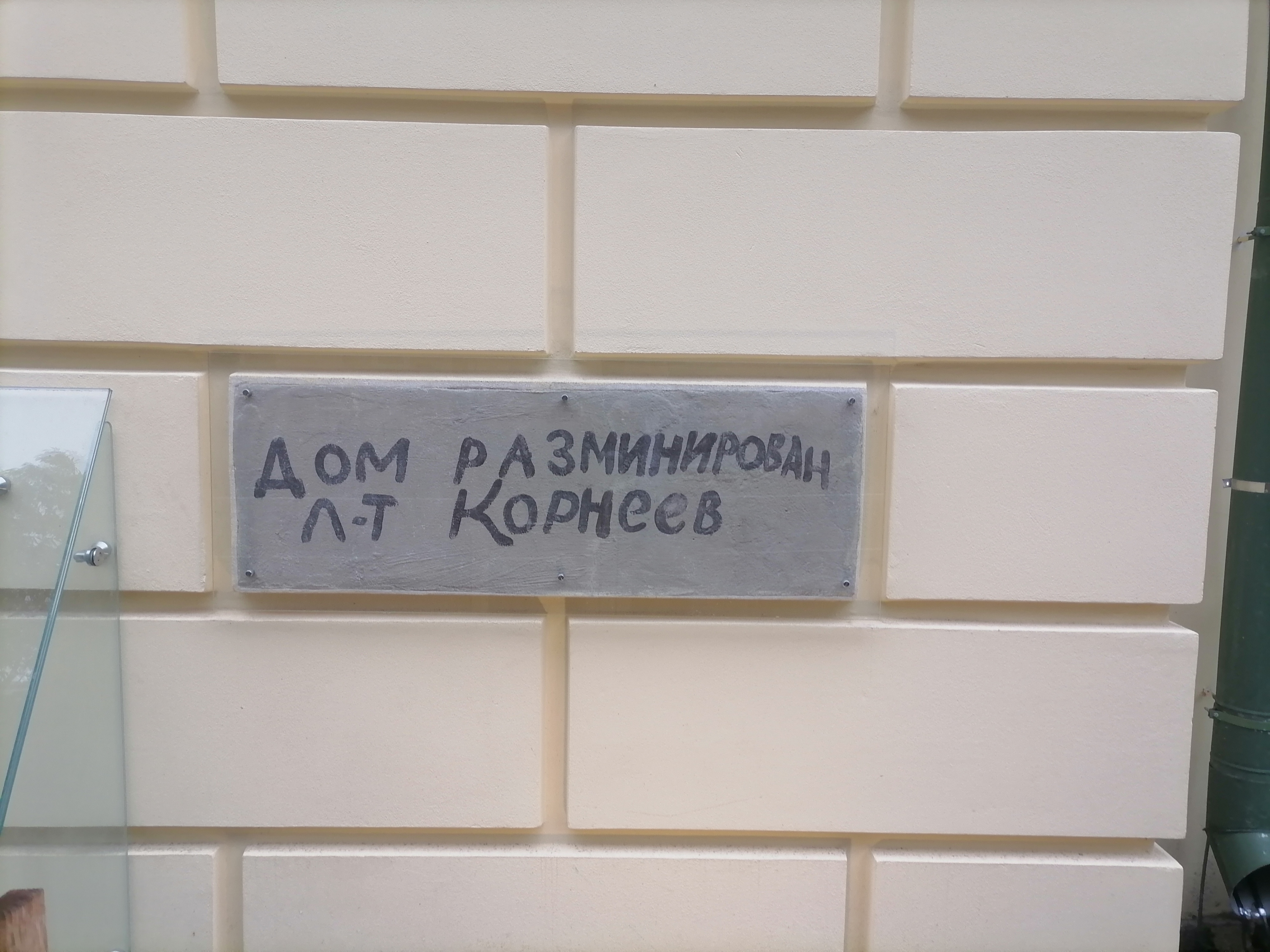
Сохранённая с войны надпись на стене Картинной галереи

Торжественно открыта 1 апреля 1921 года в бывшем доме псковского предводителя дворянства на Романовой горке. Первоначально разместилась в четырёх залах.
С середины 1950-х годов галерея занимает частично сохранившееся здание Художественно-промышленной школы им. Фан-дер-Флита постройки 1913 года. Здание сильно пострадало в годы Великой Отечественной войны, утратило главный фасад и было отремонтировано в середине XX века.

## Экспозиция
Экспозиция формировалось на базе коллекции музея Псковского Археологического Общества и частных собраний, в том числе, местного жителя купца Фёдора Плюшкина, мецената и земского деятеля Н. Ф. Фан-дер-Флита, сенатора А. Н. Мицкевича, завещавшего свою коллекцию городу. Коллекция была существенно пополнена картинами из музея Академии художеств, Петроградского музейного фонда, Русского музея.
Во время немецкой оккупации в годы Великой Отечественной войны музейное собрание было частично разграблено (удалось эвакуировать лишь 180 картин основного собрания)
В собрании музея картины итальянских («Мадонна с младенцем» 1520 года мастерской Андреа дель Сарто) и французских художников, русских живописцев Рокотова, Шишкина, Айвазовского, Тропинина, Брюллова, Репина, Куинджи, Левитана, Сурикова, Шагала («Купание ребёнка», 1916), Фалька, Петрова-Водкина, в том числе «Играющие дети» (1837, К. С. Павлов), «Из школы» (1956 году Н. М. Позднеев) и др. всего более 7000 произведений живописи, графики и скульптуры. Организован зал произведений академика живописи П. П. Оссовского (1925—2015).
Приняты в качестве даров работы современных авторов (живопись В. Михайлова, Ю. Сухорукова, скульптура В. Шувалова, В. Сиренко, А. Архипова) с проходящих в Пскове художественных выставок.